# Diplazium cuneifolium
Diplazium cuneifolium là một loài dương xỉ trong họ Athyriaceae. Loài này được Rosenst. mô tả khoa học đầu tiên năm 1913.